# Wolfgang Kieber
Wolfgang Kieber (* 22. Juli 1984 in Feldkirch) ist ein liechtensteinischer Fussballspieler. Er steht derzeit beim FC Balzers unter Vertrag und ist zudem aktueller Nationalspieler seines Landes. In seinem Verein agiert er in aller Regel als Mittelfeldspieler. Dabei kann er sowohl im defensiven als auch im offensiven Mittelfeld eingesetzt werden.

## Karriere
Durch seine Leistung bei BW Feldkirch fiel er auch den Verantwortlichen des Liechtensteinischen Fussballverbandes auf. Da Kiebers Vater liechtensteinischer Staatsbürger ist, stand einer Karriere in der Nationalmannschaft Liechtensteins nichts mehr im Wege. Das Debüt in der A-Nationalmannschaft gab er im Freundschaftsspiel gegen Mazedonien. Nach einer Halbzeitführung von 1:0 für Liechtenstein, ging das Spiel schlussendlich noch 1:2 verloren. Danach spielte Kieber in Freundschaftsspielen gegen Togo und Wales sowie ein EM-Qualifikationsspiel gegen Island. Nach der Saison 2009/2010 hat sich Wolfgang Kieber entschieden, den FC BW Feldkirch zu verlassen und beim FC Balzers eine neue Herausforderung anzunehmen.
Er spielte fast 2 Spielzeiten lang bei FC Balzers. Am 9. Februar 2012 wechselte Kieber zum BW Feldkirch zurück. Seit der Spielzeit 2013/2014, steht Kieber beim SC Tisis unter Vertrag.